# Маленко, Владислав Валерьевич
Владисла́в Вале́рьевич Мале́нко (род. 25 января 1971, Москва) — российский поэт, баснописец, продюсер, режиссёр, актёр, телеведущий. Заслуженный деятель искусств Российской Федерации (2023). Художественный руководитель Государственного музея Сергея Есенина в Москве. Основатель и художественный руководитель Московского театра поэтов. Художественный руководитель Всероссийского фестиваля молодой поэзии и драматургии имени Леонида Филатова (поэтический фестиваль молодой поэзии России). Член Совета при Президенте Российской Федерации по реализации государственной политики в сфере поддержки русского языка и языков народов Российской Федерации. "Почетный гражданин Ржева".

## Биография
Родился в Москве 25 января 1971 года.
Трудовую деятельность начал в 1988 году.
С 1988 по 1989 год работал актёром и рабочим сцены Московского театра-студии «Гротеск».
С 1989 по 1991 год служил в рядах Советской армии в соединениях гвардейской Таманской дивизии (сослуживцем был Денис Золотухин), далее в Ансамбле песни и пляски Московского военного округа.
С 1991 по 1995 год учился в Высшем театральном училище им. Щепкина при Малом театре в Москве (курс профессора Николая Афонина).
2010 год — избран членом президиума Московской городской организации Союза писателей России.

## Общественная позиция
В марте 2022 года подписал обращение в поддержку военного вторжения России на Украину.
23 сентября 2022 года выступил на концерте «Своих не бросаем», организованном ОНФ и посвящённом референдумам о присоединении к России оккупированных территорий Украины.
29 сентября 2023 года выступил на Красной площади на концерте «Одна страна, одна семья, одна Россия» в честь аннексии Россией украинских территорий.
В 2024 году являлся доверенным лицом кандидата в президенты России Владимира Путина.

## Басни
Многочисленные абитуриенты различных театральных вузов страны из года в год выбирают басни Маленко для чтения на вступительных экзаменах. Произведения исполняют на концертах и записывают в студиях такие артисты, как Виктор Сухоруков и Полина Кутепова, Валерий Золотухин и Юрий Шевчук, Дарья Мороз и Никита Высоцкий, Иван Бортник и Марина Голуб, Анатолий Белый и Михаил Полицеймако.
В Центре драматургии и режиссуры поставлен музыкальный спектакль «Контрабасни».
Прочитав басни Маленко, режиссёр Кирилл Серебренников в 2011 году пригласил автора написать зонги для «Зойкиной квартиры» в МХТ.

## Театр
С 1995 по 1996 год — актёр Московского Академического театр им. Моссовета.
- Николай Турбин, «Белая Гвардия», М. Булгаков, 1996 г.
- Эрик Берн «Он пришёл» Д. Пристли 1996 г.
- Соловей-Разбойник «Шиворот-навыворот» Ю. Энтин 1995 г.

С 1996 по 2016 год — ведущий актёр Московского театра на Таганке.
- Смердяков, «Братья Карамазовы» Ф. Достоевский (1997)
- Ричард III, Шут, «Хроники» В. Шекспир Гран-при Межд. фестиваля в Рееке (Хорватия) 1998 г.
- Водонос, «Добрый человек из Сезуана», Б. Брехт, 1999 г.
- Коровьев, «Мастер и Маргарита», М. Булгаков
- Володин, «Шарашка», А.Солженицын, 1998 г.
- Глашатай, «Марат и маркиз де Сад», П. Вайс, Гран-при «Балтийский дом», Гран-при Авиньонского фестиваля
- Лейзер-Вольф, «Скрипач на крыше»
- Первый актёр, «Высоцкий»
- Мышлаевский, Гоголь, «Театральный роман» М. Булгаков
- Рассказчик, «Пять рассказов Бабеля»
- Ведущий, «В поисках жанра»
- Репетилов, «Горе от ума»

C труппой театра успешно гастролировал в России и за рубежом: Япония, США, Израиль, Колумбия, Италия, Франция, Греция, Польша, Чехия, Финляндия, Венгрия, Латвия, Эстония, Украина, Хорватия, Черногория и др.

## Телевидение
- «До 16 и старше…», 1 канал (автор и ведущий)
- «Тет-а-тет», 1 канал (автор и ведущий)
- «Завтрак с Лариком», 1 канал (автор)
- «Куклы», НТВ (постоянный актёр озвучания, автор), Национальная премия ТЭФИ (1997 г.)
- «Естественный отбор», «Телеэкспресс» (автор)
- «Фейс-контроль», М1 (автор и ведущий)
- «Санитарный день», М1
- «Служивые люди», «Звезда» (автор и ведущий), серия программ-портретов
- «Служу России!», «Звезда» (автор и ведущий)
- «Ищу своих», «Звезда» (ведущий)

Во время второй чеченской кампании являлся военным корреспондентом телеканала «ЦТРС» Министерства обороны России. Награждён медалями и знаками отличия ВВ МВД России.
В августе 2022 года вернулся на «Первый канал», где стал ведущим телепрограммы «Свои». Согласно описанию на сайте вещателя, в ней «собрались неравнодушные люди, вдохновленные подвигами героев, находящихся на передовой, и мужеством людей, испытывающих на себе все тяготы войны. В программе звучат стихи и песни известных и не известных широкой публике поэтов и музыкантов, готовых своим творчеством поддержать защитников Донбасса, потому что все они — свои». Программа быстро обрела скандальный статус из-за стихотворения о проблемах президента Украины Владимира Зеленского с алкоголем, запрещёнными веществами и в сексуальной жизни, использования нецензурной брани, раздачей денег участникам программы самим Маленко и сравнивания союзных Украине стран с нацистской Германией и её союзниками.

## Режиссёр-постановщик
- Автор и режиссёр-постановщик открытия форума «Сообщество» (2015 г.)
- Режиссёр и автор 9-часового поэтического марафона «Город поэтов» на Триумфальной площади в Москве (2015 г.)
- В 2016 году под управлением Владислава Маленко официально открыт Московский театр поэтов, ставший подразделением Московского театра «Центр драматургии и режиссуры» и поставлен уличный спектакль «Говорящие памятники».
- В 2017 году Владом Маленко основана Московская поэтическо-театральная лаборатория «Есенин-центр» и в рамках Дня города Москвы поставлена уличая мистерия «Поэты ремонтируют время».
- «Таганский фронт» (к 50-летию Театра на Таганке), 2014 г.
- «Зеркало Есенина», Театр на Таганке, 2015 г.
- «1945. Сотворение мира. Репост», Александринский театр (в рамках Культурного Форума в Санкт-Петербурге), 2015 г.
- «Севастополь», Театр Поэтов, Москва)
- «Площадь революции.17», Московский театр поэтов, 2016 г.
- Автор и режиссёр мистерии «Маяки», форум «Таврида», 2017 г.
- «Черви», панк-мюзикл, 2018 г.
- «Евгении Онегины» (музыкально-поэтический спектакль по роману Пушкина), 2019 г.
- Один из создателей контента к первой и всем последующим всероссийским акциям «Бессмертный полк» на Красной площади в Москве, постоянный диктор «Бессмертного полка» на Красной площади.

## Награды
- Лауреат премии «Поэт года» [12]за 2024 год, вручённой Российским союзом писателей 20 марта 2025 года.
- Заслуженный деятель искусств Российской Федерации (26 января 2023 года) — за вклад в развитие отечественной культуры и искусства, многолетнюю плодотворную деятельность[13].
- Почётная грамота Президента Российской Федерации (2018).
- Почётная грамота департамента культуры Москвы «За большой вклад в развитие культуры города Москвы» (2014 год).
- Благодарность Президента Российской Федерации (5 апреля 2019 года) — за заслуги в развитии отечественной культуры и искусства, многолетнюю плодотворную деятельность[14].
- Почётный знак «За заслуги в развитии культуры и искусства» (27 ноября 2014 года, Межпарламентская ассамблея СНГ) — за значительный вклад в формирование и развитие общего культурного пространства государств — участников Содружества Независимых Государств, реализацию идей сотрудничества в сфере культуры и искусства[15].
- Лауреат премии «Литературной газеты» имени Дельвига «За верность Слову и Отечеству».

Награждён:
- Литературной премией А. П. Чехова «За возрождение отечественной сатиры в рассказах и баснях»,
- Шолоховской медалью Министерства Культуры РФ,
- Золотой Есенинской медалью,
- Медалью Министерства обороны «За трудовую доблесть».

## Фильмография
1. 2003 — Капитан Правда — Капитан Правда
2. 2004—2013 — Кулагин и партнёры — эпизоды
3. 2005 — Атаман (15-16 серии) — Кравцов
4. 2011—2013 — След — Роман Евгеньевич Аристов, майор полиции, старший оперуполномоченный[16]
5. 2013—2014 — Розыск — Виктор Кокорин (Кок)
6. 2014 — Умельцы — Алексей Тищенко («Нокаут»), работник «Брюнета»
7. 2017 — Короткие волны — Олег Володарский

## Постановки
- «Сыр выпал…» Дипломный спектакль ВТУ им. Щепкина при Малом театре России (автор и режиссёр),
- Телесериал «Санитарный день» (телеканал М−1), сорежиссёр
- Театрализованное представление «Музыканты шутят» с Государственным Академическим оркестром «Русская филармония».